# اسپوژ
شهر اسپوژ (به روسی: Спуж) در کشور مونته‌نگرو واقع شده‌است. جمعیت این شهر ۱٬۵۲۹ نفر  است.